# Умайр ибн Вахб
Умайр ибн Вахб (араб. عمير بن وهب‎) — сподвижник исламского пророка Мухаммеда.

## Биография
Отец Вахба ибн Умайра, он участвовал вместе со своим сыном в битве при Бадре, но, в то время как Умайру удалось спастись, его отец был взят в плен победоносными мусульманами.
Будучи ярым противником проповеди Мухаммедом Корана с самого начала, он также был жестоким гонителем мусульман. Он вступил в сговор с Сафваном ибн Умайей намеревался убить Пророка, но, хотя Сафван обещал взять на себя все долги своего друга Умайра, в случае если дела пойдут не так, как он надеялся, у него не хватило духу осуществить свой смертоносный план.
Когда он предстал перед верующими, которые были со своим пророком, его узнал Умар ибн аль-Хаттаб, который сказал:

«Это собака, враг Бога, Умайр ибн Вахб. Ей-богу, он пришел только для того, чтобы творить зло. Он повел многобожников (по-арабски мушрикун) против нас в Мекке и был их шпионом против нас перед битвой при Бадре. Идите к посланнику Аллаха, встаньте около него и предупредите его, что этот грязный предатель находится рядом с ним».
Умайра арестовали и привели к Мухаммеду, который тепло встретил его и спросил о причинах его присутствия. Он ответил, что хочет, чтобы пленные Бадра были освобождены. Мухаммед спросил его о мече, который был с Умайром, а затем снова спросил Умайра о точной причине его присутствия там, включая тайную беседу, которую он имел с Сафваном ибн Умайей. Умайр был настолько поражен, что тут же произнес шахаду, тем самым полностью приняв исламскую веру. Затем Мухаммед сказал своим сподвижникам: «Обучите своего брата религии. Обучите его Корану и освободите пленника Вахба ибн Умайра».
Позже, во время завоевания Мекки, он оказал помощь Сафвану ибн Умайе, получил амнистию, тем самым увеличив число мусульман.
В 640 году Умайр участвовал в завоевании Египта. Он умер во время правления Второго праведный халифа Умара ибн Хаттаба.
Умайр женился на Рукайке (Халиде), дочери Калды бин Халафа бин Вахаба бин Худзафы бин Джумы, которая также была родом из племени Бани Джума, и родила ему детей по имени Вахаб, Умайя и Убай.